# 古马
古马（Guma），是印度西孟加拉邦North Twentyfour Parganas县的一个城镇。总人口9297（2001年）。

## 人口
该地2001年总人口9297人，其中男性4730人，女性4567人；0—6岁人口1188人，其中男591人，女597人；识字率71.65%，其中男性为77.72%，女性为65.36%。